# ماري ستافورد أنتوني
ماري ستافورد أنتوني (بالإنجليزية: Mary Stafford Anthony)‏ (من مواليد 2 أبريل عام 1827 - 5 فبراير عام 1907)، أمريكية منادية بمنح المرأة حق الاقتراع إذ لعبت دورًا قويًا من خلال حركة حقوق المرأة في القرن التاسع عشر. وكانت أنتوني مدرسة ترقّت لتشغل منصب مديرة المدرسة وأول امرأة عُرفت بتلقيها أجرًا مساويًا لأجر الذكور في هذا المنصب في مدرسة حي مدينة روتشستر في غرب نيويورك.
نشأت أنتوني في عائلة من الكويكرز (مجموعة من المسيحيين البروتستانت) وشاركت في العديد من منظمات الاقتراع ومنظمات تقدمية أخرى مثل جمعية اقتراع المرأة في نيويورك والاتحاد النسائي المسيحي للاعتدال والجمعية الوطنية للمطالبة بحق المرأة في الاقتراع. كما وأسست أنتوني النادي السياسي للمرأة وأُعيدت تسميته ليصبح نادي المساواة السياسية. كانت الشقيقة الصغرى لسوزان بـ. أنتوني الباقية على قيد الحياة.

## حياتها المبكرة وتعليمها
ولدت ماري ستافورد أنتوني في 2 أبريل عام 1827 في قرية باتنفيل في نيويورك. وكانت أصغر الناجيات من أربع شقيقات وشقيقين. ولدت شقيقتها الصغرى إليزا أنتوني في عام 1832 وتوفيت في عام 1834. وكان لوالديهم دانيال ولوسي ريد أنتوني خلفيات دينية مختلفة. إذ كان والدها كويكر ليبراليًا وأمها كانت معمدانية. وترعرع الأطفال ككويكرز. شاركت عائلة أنتوني وعائلات أخرى في المنطقة في أنشطة جمعية الأصدقاء الأمريكية. وعملت الأسرة مع بعضها للحفاظ على معنوياتهم كما بعد الانتقال إلى بيتهم الريفي مع والديهم بالقرب من روتشستر.
اتبعت عائلة أنتوني تقاليد الكويكرز حيث كان «الرجال والنساء شركاء في الكنيسة وفي المنزل، وكانوا يبجلون العمل البدني الشاق ويساعدون المحتاجين والبائسين عفويًا وكان التعليم مهمًا لكل من الأولاد والبنات». لم يكن الكويكرز يشجعونهم فحسب وإنما طالبوا بالتعليم لكلا الجنسين البنين والبنات. ودعمت أنتوني تعليم الفتيات في بقية حياتها.

## مسيرتها المهنية
عملت أنتوني كمدرسة ومديرة وكان لها منزلها الخاص وخدمت كناشطة لحقوق المرأة. وعالجت المشاريع بشراسة وقاست نجاحها بتعلّمها لفهم أوجه القصور التي منعت النساء من تحقيق أعلى إمكاناتهن وبلوغهن حق الاقتراع.
بدأت أنتوني العمل كمدرّسة في سن السابعة عشرة في عام 1844، وتلقت راتبًا قدره 1.50 دولار في الأسبوع. درّست لمدة عام واحد ثم انتقلت عائلتها إلى مزرعة صغيرة في قرية غيتس في نيويورك قرب روتشستر. وهنا كانت تساعد والديها في الأعمال المنزلية والمزرعة.
كانت أنتوني تدرس في وقت فراغها وعادت للتدريس في سن السابعة والعشرين لتشغل منصبًا في روتشستر. درّست في المدارس الحكومية لمدينة روتشستر لمدة 27 عامًا ثم ترقت لتصبح مديرة. كانت أول امرأة عُرفت في روتشستر تحصل على أجر مساوٍ لأجور الرجال الذي شغلوا مناصب إدارة المدارس. تقاعدت من منصبها كمديرة للمدرسة رقم 2 في عام 1883. وقد شمل التوصيف الوظيفي لمدير المدرسة في عام 1859 توحيد البرنامج المدرسي وتكافؤ الفرص الممنوحة لجميع أحياء المدينة وضمان التحسسينات.

## الخدمة العامة
كانت أنتوني ناشطة في العديد من المنظمات النسائية والتي تطورت بسرعة في أواخر القرن التاسع عشر. وحضرت كامرأة شابة مؤتمر روتشستر لحقوق المرأة لعام 1848 برفقة والديها والذي عُقد في الكنيسة التوحيدية في روتشستر في نيويورك. كما ووقعت هي ووالداها إعلان الحقوق والمشاعر.
انضمت أنتوني إلى سوزان بعد سنوات في تحديات لتعزيز حق المرأة في الاقتراع. واعتُقلوا مع أربعة عشر امرأة أخرى في عام 1872 بسبب التصويت بطريقة غير قانونية في روتشستر. إذ لم يكن هناك اعتماد مخصص للنساء للتصويت. وقد حاكمت المحكمة سوزان أنتوني فقط واعتبرت أنها كانت قائدة للمجموعة. ورغم توجيه الاتهام إلى ماري أنتوني فقد سُمح لها بتقديم تعهد (وعد للمحكمة) بالامتناع عن مثل هذا العمل غير القانوني مستقبلًا ولم تذهب قضيتها للمحاكمة.
انضمت أنتوني إلى الاتحاد النسائي المسيحي للاعتدال في عام 1873، حيث عملت على مساعدة النساء والأسر عبر التخفيف من شرب الخمور وإدمان الكحول. وحصل الاتحاد على أكثر من 200 ألف عضو في الثمانينيات من القرن التاسع عشر وأنشأ منظمة وطنية على مستوى شعبي وأقام تحالفات محلية مع سياسيي الدولة. كما ودعم حق المرأة في الاقتراع واستخدم شبكته الحالية بشكل فعال لإجراء ضغط سياسي على المشرعين.
أصبحت أنتوني سكرتيرة مقابلات لجمعية ولاية نيويورك للمطالبة بحق المرأة في الاقتراع في عام 1893. وتناولت هي وآخرون معها سياسات التصويت. إذ ساعدوا في إقرار قانون الولاية في عام 1918 الذي منح النساء حق التصويت في بعض انتخابات ولاية نيويورك والانتخابات المحلية.
نظمت أنتوني واستضافت الاجتماع الأول لنادي المرأة السياسي المحلي في عام 1885 وشغلت منصب رئيسة النادي لأكثر من عقد من عام 1892 وحتى عام 1903. وقد ساعدت مبادرتها على تطوير نادي المرأة الذي يعمل من أجل حقوق المرأة. ودفعت قيادة النادي أيضًا لفتح القبول في جامعة روتشستر للنساء. وعملت على جمع عرائض الاقتراع من السكان لتقديمها إلى الجمعية الدستورية في الولاية وذلك في عام 1893. تولّت أنتوني مهمة شاقة في عام 1893 تجلت بقيامها باستفتاء لأهالي المدينة لتقديم عرائض الاقتراع إلى الجمعية الدستورية في الولاية في صدد اجتماعها في ألباني. جمعت أنتوني عرائض مقدمة من النساء والرجال يزيد عددها عن الأصوات بنحو خمسة وعشرين في المئة، وهو رقم قياسي لا يتساوى مع أي مكان آخر في الولاية.
تبرعت ماري أنتوني بمبلغ من المال لمساعدة أختها سوزان في تحقيق أهدافها. وأعطت أنتوني سوزان 2000 دولار في عام 1900 لمساعدة جامعة روتشستر لتمكين قبول النساء كطالبات في الجامعة.
وقد توّجت نتائج عملهم بالمصادقة على التعديل التاسع عشر الذي أعطى للمرأة الحق في التصويت في الولايات المتحدة وصوتت النساء لأول مرة في الانتخابات الوطنية في عام 1920.

## حياتها الشخصية
لم تتزوج أنتوني أبدًا وكانت رسائلها إلى العائلة والأصدقاء مليئة بالملاحظات والمراجع العملية، على سبيل المثال، عن وصفة لتحضير طعام عائلي يسمى هيجدوم، والتي تحتوي على العديد من الخضراوات من حديقتها. وكانت مصممة على الذهاب إلى العمل بعد الإجازات ولكن فقط بعد أن نظمت ربة المنزل دراستها، حتى عندما يكون الجو حارًا.
علقت أنتوني أحيانًا على الثقافات المختلفة حول العالم. وكتبت بعد مقابلة سيدتين من الصين ومراقبة ممارستهما الثقافية بقيامهما بربط القدم (هي عادة ممارسة ربط مُحكَم على أقدام الفتيات الصغيرات لتعديل شكل وحجم أقدامهن) قائلة: «حتى عند فك القدمين يمكن أن تكونا طبيعيتين في حجمهما مع خطر الإخفاق في الحصول على حبيب وزوج بسبب الأقدام الكبيرة». واعتقدت أنتوني أن تضحياتها من أجل حقوق المرأة في الاقتراع كانت طبيعية عمليًا، ولكنها كانت دائمًا ما تخاطر بأن يُنظر إليها على أنها فاشلة من قبل الرجال. إذ ظنت أنهم لم يفهموا حاجة النساء إلى تقديم مطالب كبيرة لتحقيق المواطنة الكاملة.
وقد كانت أنتوني تملك منزلًا وتدفع عليه الضرائب. لذا اعتقدت أنه يجب على النساء عدم دعم حكومة لا تسمح لهن بالتمثيل النيابي، وكتبت هذه الرسالة مباشرةً على شيكات دفع الضرائب. حيث كتبت أن ضرائبها «مدفوعة مع الاحتجاج» لمدة عشر سنوات.
كتبت أنتوني أيضًا إلى أمين صندوق المقاطعة عن حق المرأة في الاقتراع. قالت: «قد يعيش القاصرون حتى يصبحوا في سن الرشد والأمّيون حتى يتعلموا والمجانين حتى يستعيدوا عقولهم والبلهاء حتى يصبحوا أذكياء، عندها يستطيع الجميع المساعدة في تقرير ما قد يُفرض عليهم، ولكن النساء، أبدًا». وواصلت الاحتجاجات على حكومة تسمح باضطهاد نسائها.
أبلغت ابن عمها جيسي في 9 أكتوبر من عام 1906 أن جميع الأموال يجب أن تذهب لقضية حق الاقتراع. وكتبت أنتوني: «بالنسبة لي، جمال كل شيء يتوقف على النظام» أي حقوق المواطنة والحقوق التعليمية والحقوق المسموعة للمرأة في المساواة الزوجية وإجراءات الطلاق والدفع مقابل العمل واختيار المهنة وإمكانية التحرر من المحيط المحلي. ودون ذلك، اعتقدت أن النساء مقيدات بالمجتمع بشكل مؤلم.
توفيت أنتوني في منزلها في تاريخ 5 فبراير من عام 1907 عن عمر يناهز 79 عامًا بسبب إصابتها بسرطان الدم. ودفنت في مقبرة ماونت هوب التاريخية في روتشستر في نيويورك بجوار أختها سوزان.